# Jerbu de Dupras
El jerbu de Dupras (Pachyuromys duprasi) és un rosegador de la subfamília dels jerbus (Gerbillinae). És l'únic membre del gènere Pachyuromys.
És una espècie molt tranquil·la i dòcil, de grandària reduïda i que s'adapta molt bé a la captivitat, sent relativament recent en el comerç d'animals de companyia.

## Descripció
El jerbu de Dupras és un petit rosegador adaptat a zones àrides. La seva característica més cridanera és la seva cua curta, de color rosat, sense pèl i prènsil, on emmagatzemen greix que utilitzen com a reserva energètica i font de d'aigua metabòlica, com ocorre amb la giba dels camèlids.
Són de petita grandària, amb una longitud corporal de prop de 10 cm i una cua de 5 cm, amb un pes adult d'uns 40 grams.

## Origen
Prové del nord d'Àfrica, on habita zones àrides d'escassa vegetació. Construeixen caus no gaire elaborats, d'un metre de longitud, excavades en zones de sorra dura. A vegades ocupen caus excavats per altres espècies.